# 金澤翔子
金澤 翔子（かなざわ しょうこ、1985年6月12日 - ）は、東京都目黒区出身の書家。

## 概要
母も同じく書家の金澤泰子。号は小蘭（号の場合、苗字は金沢）。「ダウン症の書家」として知られる。
伊勢神宮や東大寺をはじめ、名だたる神社仏閣の総本山にて奉納揮毫や個展を開催する。ニューヨーク、チェコ、シンガポール、ロシア、台湾など多くの海外個展も成功させる。また、バチカンに大作「祈」を寄贈しローマ教皇庁より金メダルが授与された。
国連本部でのスピーチや国体開会式での巨大文字揮毫、天皇御製謹書など活動の幅は多岐にわたる。
これまで、延べ200万人以上が金澤翔子の書に触れ、年間10万人以上が個展等に訪れる。
東日本大震災後に発表された代表作「共に生きる」を合言葉に、被災地への応援や障害者支援など共生社会の実現に向けた活動にも積極的に取り組んでいることでも知られている。
近年では東京オリンピックの公式アートポスターの制作アーティストに就任するなど世界的に活躍する書家である。
テレビ番組を中心とする数多くのメディアに出演したり、プロ野球読売ジャイアンツ公式戦の始球式を務めるなど書家としての活動以外にも注目され、タレントとしての側面も併せ持つ。2013年度紺綬褒章受章。文部科学省スペシャルサポート大使に就任。

## 経歴
母・泰子が高齢出産にあたる42歳で翔子を出産。新生児期に敗血症にかかり、後にダウン症と診断される。当初はその事実を知った泰子は我が子と共に死のうとも考えたが、夫の熱心な想いと遅咲きながらも少しずつ育っていく子の姿を見て思いとどまったという。
1990年、母に師事し5歳で書道を始める。当初は小学校の普通学級に通っていたが、小学4年の時に別の学校の特別支援学級に移ってほしいと言われ転校。突然転校になったことにショックを受け一時学校に行かなくなったが、母が般若心経を大きな紙に書かせることを思い立ち、翔子は厳しい指導に涙を流しながらも書き続け276文字の般若心経を完成させた（この作品は「涙の般若心経」と呼ばれ、のちに個展で展示されている）。母は「普通学級に通い続けていたら、翔子は書家になっていなかった。苦しい中、般若心経を書いていなかったら、今の翔子はないと思います」と語っている。
1995年、全日本学生書道連盟展に「花」を初出品する。1999年、日本学生書道文化連盟展に「龍」を出品し銀賞を受賞。2000年にも同じく日本学生書道文化連盟展に「延命十句観音経」を出品して銀賞を受賞。2001年、日本学生書道文化連盟展に「舎利札」を出品し、学生書道としては最高位である金賞を受賞。その後、矢口養護学校に進学する。
2002年、日本学生書道文化連盟展に「觀」を出品し金賞を受賞。翌年の高校2年生修了と同時に学校を中退し、荒井裕司が理事を務めるステップアップアカデミー（現・翔和学園）に入学する（中退）。 
2004年、書家としての号「小蘭」を取得。貿易会社を経営していた父は翔子が14歳の時に心臓発作で52歳で急逝しており、生前「翔子が20歳になったら個展を開こう」と語っていたことから、遺志を継ぎ翔子が20歳になった2005年に初の個展「翔子 書の世界」を銀座書廊で開催。豪華な図録を作り、帝国ホテルで記念レセプションも開催した。母は「生涯に一度だけ、翔子の個展を盛大に開いてあげよう。結婚はできないかもしれないから、結婚式と披露宴のつもりで、思い切って夫が残したお金を使って最高の展覧会とパーティーをやろうと決意したんです。ここまでやれば、私が倒れ、翔子が施設に入ることになっても認めてもらえるのではないか。そんな考えもありました」と語っている。この個展がメディアで取り上げられ、書家として注目を浴びることとなった。
2006年10月、建長寺に「慈悲」を奉納。
2009年11月、建仁寺に「風神雷神」を奉納。この作品は同寺蔵の国宝「風神雷神図」の隣に展示され大きな反響を呼んだ。
2011年、ゆずのシングル『翔』のジャケットの「翔」の字を書く。
2012年1月、福島県いわき市に自身初の常設館である「金澤翔子美術館」を開設。館長となる。
2012年のNHK大河ドラマ『平清盛』の題字を担当した。
2013年、東京・味の素スタジアムで開催された第68回国民体育大会の開会式で、5m四方の紙に「夢」を揮毫。
2014年、紺綬褒章を受章。
2015年3月、ニューヨークの国連本部で開催された「世界ダウン症の日」記念会議に日本代表として出席しスピーチを行った（国連スピーチ フルバージョン）。着ていた白い着物は、18年前に亡くなった母の妹の形見の着物だった。
2015年、30歳を迎えた節目に縦4m×横16mの「世界一大きい般若心経」を書く。静岡県浜松市の龍雲寺で常設展示されている。同年、実家の近所にワンルームマンションを借り一人暮らしを始めた。
2015年、愛媛県と福岡県で書家としては異例の県立美術館での個展が開催され話題となる。
2016年、日本福祉大学客員准教授に就任。
2016年、文部科学省「障害者・生涯学習」スペシャルサポート大使に就任。
2017年、東京上野の森美術館にて自身最大級の個展を開催。高円宮妃をはじめ、文部科学大臣（当時）の林芳正や日本美術界はもとより各界の著名人が多数来場した。会期中8日間で延べ4万人の来場を記録し大きな話題となる。
2019年5月、ドキュメンタリー番組「情熱大陸」に出演し大きな反響を呼ぶ。又、同作品はニューヨークフェスティバルに出品されテレビドキュメンタリー部門の銅賞を受賞している。
2019年7月、東京2020オリンピック・パラリンピック競技大会の公式アートポスター制作アーティスト就任（オリンピック部門担当）が大会組織委員会より発表される。
2019年、8月 読売ジャイアンツ公式戦で始球式を務める。背番号はオリンピックにちなんで「2020」番。又、プロ野球の公式戦では異例の対応となる試合会場の東京ドーム・コンコースに自身代表作「風神雷神」「共に生きる」の大作屏風が展示され野球ファンに披露された。
2019年11月、ローマ教皇の38年ぶりとなる日本訪問にあわせてバチカンに大作「祈」を寄贈。返礼として東京ドームで開催された教皇ミサに特別来賓として招待されたほか、ローマ教皇庁より金メダルが授与されている。
2020年1月、東京オリンピック公式アートポスターの制作発表が東京都現代美術館にて行われ小池百合子東京都知事や武藤大会組織委員会事務総長列席のもと、作品「翔」がお披露目された。作品は贅沢に本金箔が施され日本の優れた伝統工芸と金澤の書が融合するまさに日本らしい作風として注目を集めた。
2020年10月、シンガーソングライター森山直太朗の新曲「落日」のジャケット題字を担当。ミュージックビデオにも出演し、森山直太朗との共演が大きな話題となる。
2023年、翔子と母を密着取材した宮澤正明監督のドキュメンタリー映画「共に生きる 書家金澤翔子」が5月に公開された。

## エピソード
- 趣味は、カラオケとプール。カラオケはモーニング娘。を歌うことが好きで、俳優の小池徹平のファン。マイケル・ジャクソンの大ファンでもある。好きな文字は「夢」[13]。
- SEKAI NO OWARIのボーカリストFukaseとリーダーのNakajinは、小学校の時の同級生である。
- 一人暮らしをする際、親子で決めた3つの約束は「おかたづけ」「寝る時間を守る」「やせる」だった[14]。発達障害児の親の会の女性の証言によると「日本初のダウン症の一人暮らし」とのこと[15]。
- 1人暮らしをしている近くにシャッター街の商店街があるが、敢えてスーパーではなくそこで買い物をして、そこの住民と仲良くなっている[15]。
- 元々18歳になってから作業所に通っていたが、ある事があって行けなくなった。知人は「作業所に(そのまま)行ってたら書家にはならなかった」と評している[15]。

## 出演
- 福祉ネットワーク・翔子24歳 - 書道がくれた希望 - （NHK教育テレビ 2009年7月2日）[16]
- ワールドニュース（NHK 2009）
- ザ ベストハウス1・2・3（CX2009）
- 心の時代（NHK2010）
- 徹子の部屋（EX2010）
- アンビリバボー（CX2010）
- 中居正広の金曜日のスマたちへ・金澤翔子・泰子「ダウン症の子供と母が歩んだ20年」 - 再現ドラマは翔子と同じくダウン症の女優神子彩が翔子役を演じた。（TBSテレビ 2011年2月18日）
- ニュースZERO（NTV 2013）
- スタジオパーク（NHK 2013）
- プレミアムドラマ「お母さま、しあわせ？」 - ウェイバックマシン（2014年12月21日アーカイブ分） - （NHK BSプレミアム 2014年12月21日）
- 24時間テレビ愛は地球を救う（（NTV 2015）
- ETV特集（Eテレ2015）
- 音楽の日（TBS 2016）
- ハートネットTV  ブレイクスルーFile.87 母と娘〜書家・金澤翔子の転機（Eテレ2018年10月15日）
- ニュース23（TBS 2019年4月1日）
- じょんのび日本遺産（TBSテレビ2019年5月12日）
- 情熱大陸 -  金澤翔子 令和に渾身の筆を！魂を揺さぶる “書" の秘密に迫る（TBSテレビ 2019年5月5日）
- 中居正広の金曜日のスマイルたちへ    ダウン症の書家 金澤翔子、奇跡の知らせ （TBSテレビ2019年9月20日）

## 美術館
- 金澤翔子美術館（福島県いわき市遠野町、2012年1月2日開館）[17]
- 金澤翔子記念館（山形県山形市「山寺風雅の国」内、三万石（福島県郡山市）が運営、2014年開設〜2016年10月休館）[18]

## 書籍
- 飛翔（2011年6月30日、青幻舎）ISBN 978-4861523090
- ひたすらに書きます　ダウン症の書家・金澤翔子　建長寺書展のあゆみ（2014年8月1日、芸術生活社）ISBN 978-4328013058

### 共著
- 金澤泰子『魂の書-金澤翔子作品集-』（2012年1月25日、清流出版）ISBN 978-4860293796

## 関連書籍
- 金沢泰子『愛にはじまる―ダウン症の女流書家と母の20年』（2006年7月、ビジネス社、書：金澤翔子）ISBN 978-4828412894
- 金沢泰子『天使の正体―ダウン症の書家・金澤翔子の物語』（2008年12月、かまくら春秋社）ISBN 978-4774004136
- 金沢泰子『天使がこの世に降り立てば』（2010年4月22日、かまくら春秋社）ISBN 978-4774004655
- 金沢泰子『天使の正体 改訂版―ダウン症の書家・金澤翔子の物語』（2010年5月、かまくら春秋社）ISBN 978-4774004761
- 加島祥造『小さき花』（2010年10月29日、小学館、書：金澤翔子）ISBN 978-4093881487
- 丘修三『希望の筆』(感動ノンフィクションシリーズ)（2011年12月15日、佼成出版社）ISBN 978-4333025091
- 金澤泰子『ダウン症の書家　金澤翔子の一人暮らし』(2019年4月25日、かまくら春秋社）ISBN 978-4774007816